# Veľké Blahovo
Veľké Blahovo est un village de Slovaquie situé dans la région de Trnava.

## Histoire
Première mention écrite du village en 1162.

## Démographie

### Évolution de la population
| Année:               | 1994. | 2004.   | 2014.    | 2024.   |
| -------------------- | ----- | ------- | -------- | ------- |
| Nombre de personnes: | 1200  | 1318    | 1533     | 1579    |
| Différence:          |       | +9,83 % | +16,31 % | +3,00 % |

| Année:               | 2023. | 2024.   |
| -------------------- | ----- | ------- |
| Nombre de personnes: | 1588  | 1579    |
| Différence:          |       | -0,56 % |